# Al Ahly Sporting Club (basket-ball)
Pour les articles homonymes, voir Al Ahly.
Maillots
Dernière mise à jour : 18 octobre 2024.
Al Ahly (section basket-ball), est l'une des nombreuses sections d'Al Ahly SC, club omnisports basé au Caire, Égypte.

## Palmarès

### Compétitions nationales
- Championnat d'Égypte de basket-ball (8)
  - Vainqueur : 1988–89, 1999–00[2],[3], 2000–01[4], 2011–12[5],[6], 2015-16[7],[8], 2021-2022, 2024-2025

- Coupe d'Égypte de basket-ball (11)
  - Vainqueur :  1987-88, 1992–93, 1994–95, 1995–96, 1998–99[9], 2003–04[10], 2006–07[11],[12], 2008–09[13], 2010–11[14], 2017–18[15],[16], 2022-23

- Egyptian Mortabat League
  Vainqueur  (3) :2006/07[17], 2016/17[18], 2017-18[19],[20]

### Compétitions internationales
- Ligue africaine de basket-ball (1)
  - Vainqueur : 2023[21].

- Coupe d’Afrique des clubs champions de basket-ball (1)
  - Vainqueur : 2016[22],[23],[24],[25],[26].

- Coupe d'Afrique des vainqueurs de coupe de basket-ball  (2)
  - Vainqueur : 1998[27], 2001[28],[29]

- Coupe arabe des clubs champions (1)
  - Vainqueur : 2021

## Effectifs
| Effectif 2018-2019     | Effectif 2018-2019 | Effectif 2018-2019 | Effectif 2018-2019 | Effectif 2018-2019 | Effectif 2018-2019 |
| Nom                    | Date de naissance  | Poids              | Taille             | Poids              |                    |
| ---------------------- | ------------------ | ------------------ | ------------------ | ------------------ | ------------------ |
| Mody Elgarhey          | 5/7/1986           | meneur             | 183 cm             | 74 kg              |                    |
| Ramy Genedy            | 20/12/1981         | meneur             | 184 cm             | 72 kg              |                    |
| Ibrahim El-Gammal (en) | 23/3/1988          | arrière            | 189 cm             | 88 kg              |                    |
| Hatem El Behairy       | 30/11/1992         | arrière            | 196 cm             | 77 kg              |                    |
| Karim ElDahshan        | 18/8/1991          | arrière            | 182 cm             | 80 kg              |                    |
| Mohamed AbuElnasr      | 18/8/1991          | arrière            | 189 cm             | 78 kg              |                    |
| Mostafa Meshaal        | 11/3/1986          | arrière            | 200 cm             | ?? kg              |                    |
| Moamen Abouelanin      | 25/6/1986          | arrière            | 194 cm             | 85 kg              |                    |
| Mostafa ElShafeey (V)  | 17/7/1984          | ailier fort        | 196 cm             | 105 kg             |                    |
| Ahmed Elselawii        | 24/1/1995          | ailier fort        | 205 cm             | 93 kg              |                    |
| Ahmed Fahmi            | 30/3/1989          | ailier fort        | 203 cm             | 105 kg             |                    |
| Saif Samir             | 5/6/1993           | pivot              | 205 cm             | 110 kg             |                    |
| Moahmed Adly           | 17/6/1987          | pivot              | 210 cm             | 118 kg             |                    |
| Tarek ElGhanam (C)     | 6/10/1978          | pivot              | 210 cm             | 110 kg             |                    |
| Quinton Doggett        | 24/2/1990          | pivot              | 206 cm             | 100 kg             |                    |

## Présidents
Les présidents du club omnisports depuis 1907 sont :
| Rang | Nom                       | Période   |
| ---- | ------------------------- | --------- |
| 1    | Mitchel Ince              | 1907-1908 |
| 2    | Aziz Ezzat Pasha          | 1908-1916 |
| 3    | Abdel Khaliq Sarwat Pacha | 1916-1922 |
| 4    | Jaafar Wali Pacha         | 1922-1940 |
| 5    | Ahmed Fouad Anwar         | 1940-1941 |
| 6    | Jaafar Wali Pacha         | 1941-1944 |
| 7    | Ahmed Hasanain Pacha      | 1944-1947 |
| 8    | Ahmed Abboud Pacha        | 1947-1961 |
| 9    | Salah Eldine Al Desouky   | 1962-1965 |

| Rang | Nom                          | Période     |
| ---- | ---------------------------- | ----------- |
| 10   | Gen. Abd Al Mohsen Mortagy   | 1965-1967   |
| 11   | Dr. Ibrahim Kamel Al Wakeel  | 1967-1971   |
| 12   | Gen. Abd Al Mohsen Mortagy   | 1971-1980   |
| 13   | Saleh Selim                  | 1980-1988   |
| 14   | Mohamed Abdou Saleh Al Wahsh | 1988-1992   |
| 15   | Saleh Selim                  | 1992-2002   |
| 16   | Hassan Hamdy                 | 2002-2014   |
| 17   | Mahmoud Taher                | 2014-2017   |
| 17   | Mahmoud El Khatib            | depuis 2017 |

## Identité du club

### Logos
Al Ahly a opté dès son origine comme couleurs le Rouge et le Blanc du drapeau égyptien de l'époque.
Al Ahly a utilisé plusieurs écussons au cours de son histoire. Le premier, adopté en 1907, a été utilisé jusqu'à la révolution de 1952, date à laquelle on retire du logo la couronne du roi qui s'y trouvait initialement. En 2007, un nouvel écusson est dévoilé à l'occasion du centenaire du club. Ce logo a subis plusieurs légères modifications à travers les années, jusqu'en 2023 ou le club a annoncé un nouveau logo exclusive pour la section football, en laissent l'autre logo pour les autres sections.

1913-1952
1952-2007
Ancien logo avec l'inscription «Club du siècle»
2007-2022 Logo actuel du club omnisports et ancien logo de la section football
Logo de la section football depuis 2023